# La invitación (película)
 La invitación  es una película de Argentina filmada en Eastmancolor dirigida por Manuel Antin según su propio guion escrito en colaboración con Rodolfo Mórtola y Gustavo Bossert sobre la novela homónima de Beatriz Guido que se estrenó el 30 de septiembre de 1982 y que tuvo como protagonistas a Rodolfo Bebán, Graciela Alfano, Pepe Soriano y Ulises Dumont. Fue filmada parcialmente en San Martín de los Andes en la provincia del Neuquén.

## Sinopsis
Un hombre que es un invitado a una estancia argentina para cazar ciervos resulta ser un traficante de armas; sin embargo, la verdadera sorpresa son los oscuros motivos por los que fue invitado por la poderosa familia dueña del lugar.

## Reparto
- Rodolfo Bebán …Julián Sánchez
- Graciela Alfano …Elisa
- Pepe Soriano …Cambón
- Ulises Dumont …Ladillo
- Elida Gay Palmer …Adriana
- Boy Olmi …Gustavo
- China Zorrilla …Dolores Ortega de Zubarán, "Mamacita"
- Roberto Antier …Pablo
- Jorge Miguel Couselo …Médico
- Luis Félix
- Daniel Vega …Hombre con maletín
- Alfredo Suárez …Piloto hidroavión
- Pablo Ríos
- Ana Nisenson …Mucama (eliminada del corte final)

## Premios y nominaciones
Fue seleccionada por la Asociación de Cronistas Cinematográficos de la Argentina en 1983 como candidata al premio Cóndor de Plata a la mejor fotografía.

## Comentarios
Salimos escribió:

«…queda reducida a una emotiva historia de amor con un importante trasfondo sugerido pero no plasmado.»

La Nación opinó:

«Una aventura de amor trágico surca la totalidad de la historia, sin arrebatarle un cierto misterio último.»

Néstor Tirri en Clarín dijo:

«Un producto sólido, en su relato y de profundo interés por sus implicancias políticas.»

La Razón opinó:

«Cierta lentitud, pero responde a una lógica interior.»

Manrupe y Portela escriben:

«Esta alegoría de Antín estrenada en la etapa final del Proceso, también marcó una incursión como productora de Graciela Alfano que no volvió a reincidir.»